# Моисеев, Андрей Сергеевич
Андре́й Серге́евич Моисе́ев (род. 3 июня 1979, Ростов-на-Дону) — российский пятиборец, двукратный олимпийский чемпион (2004 и 2008) в личном зачёте. На чемпионате мира в Москве впервые в своей карьере завоевал звание чемпиона мира в личном первенстве. Заслуженный мастер спорта России. 5-кратный чемпион мира (лично, команда и эстафета).

## Карьера

### Олимпийские игры 2004 года
На Олимпийских играх 2004 в Афинах выиграл золотую медаль в личном первенстве.
Личное первенство
| Место | Спортсмен               | Возраст | Стрельба очки/результат | Фехтование очки/победы/поражения | Плавание очки/результат | Конкур | Кросс очки/результат | Сумма |
| 1     | Андрей Моисеев · Россия | 25 лет  | 1036/175                | 1000/22/9                        | 1376/1.58,88            | 1032   | 1036/9.51,88         | 5480  |

### Олимпийские игры 2008 года

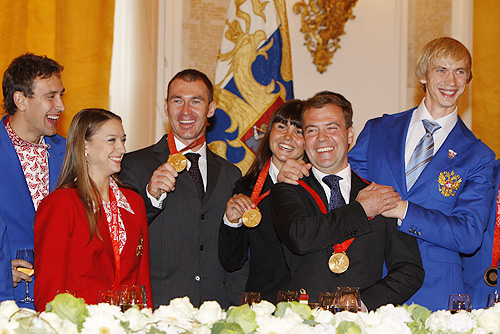
Андрей Моисеев (первый слева) с призёрами олимпийских игр в Пекине на встрече с Президентом РФ Д. А. Медведевым

На Олимпийских играх 2008 в Пекине выиграл золотую медаль в личном первенстве, став первым двукратным олимпийским чемпионом в истории российского пятиборья.
Личное первенство
| Место | Спортсмен               | Возраст | Стрельба очки/результат | Фехтование | Плавание очки/результат | Конкур | Кросс очки/результат | Сумма |
| 1     | Андрей Моисеев · Россия | 29 лет  | 1168/186                | 1024       | 1332/2.02,65            | 1060   | 1048/9.48,75         | 5632  |

Результаты по видам пятиборья
 Стрельба
| Место | Спортсмен             | Результат | Очки |
| ----- | --------------------- | --------- | ---- |
| 5.    | Андрей Моисеев Россия | 186       | 1168 |

 Фехтование
| Место | Спортсмен             | Победы | Поражения | Очки |
| ----- | --------------------- | ------ | --------- | ---- |
| 1.    | Андрей Моисеев Россия | 26     | 9         | 1024 |

 Плавание
| Место | Спортсмен             | Результат | Очки |
| ----- | --------------------- | --------- | ---- |
| 6.    | Андрей Моисеев Россия | 2.02,55   | 1332 |

 Верховая езда
| Место | Спортсмен             | Время   | Штрафные очки | Очки |
| ----- | --------------------- | ------- | ------------- | ---- |
| 15.   | Андрей Моисеев Россия | 1.07,70 | 140           | 1060 |

 Кросс
| Место | Спортсмен             | Результат | Очки |
| ----- | --------------------- | --------- | ---- |
| 27.   | Андрей Моисеев Россия | 9.48,75   | 1048 |

### Олимпийские игры 2012 года
На Олимпийских играх 2012 в Лондоне занял 7 место в личном первенстве.
Личное первенство
| Место | Спортсмен               | Возраст | Фехтование | Плавание очки/результат | Конкур | Комбайн очки/результат | Сумма |
| 7     | Андрей Моисеев · Россия | 33 лет  | 928        | 2.02,71/1328            | 1140   | 2340/11.05,28          | 5736  |

 Фехтование
| Место | Спортсмен             | Победы | Поражения | Очки |
| ----- | --------------------- | ------ | --------- | ---- |
| 22.   | Андрей Моисеев Россия | 22     | 13        | 928  |

 Плавание
| Место | Спортсмен             | Результат | Очки |
| ----- | --------------------- | --------- | ---- |
| 10.   | Андрей Моисеев Россия | 2.02,71   | 1328 |

 Верховая езда
| Место | Спортсмен             | Время   | Штрафные очки | Очки |
| ----- | --------------------- | ------- | ------------- | ---- |
| 13.   | Андрей Моисеев Россия | 1.06,65 | 60            | 1140 |

 Комбайн
| Место | Спортсмен             | Результат | Очки |
| ----- | --------------------- | --------- | ---- |
| 24.   | Андрей Моисеев Россия | 11.05,28  | 2340 |

## Награды и звания
- Орден Почёта (2 августа 2009 года) — за большой вклад в развитие физической культуры и спорта, высокие спортивные достижения на Играх XXIX Олимпиады 2008 года в Пекине[2]
- Заслуженный мастер спорта России
- Лучший пятиборец России 2011 года (Федерация пятиборья России).